# فردریک پوهل
 فردریک پوهل (انگلیسی: Frederik Pohl؛ ۲۶ نوامبر ۱۹۱۹ – ۲ سپتامبر ۲۰۱۳) یک نویسندهٔ داستان‌های علمی–تخیلی و ویراستار اهل ایالات متحده آمریکا بود. او بیش از ۷۵ سال به نویسندگی پرداخت و موفق به دریافت جوایز بسیاری همچون جایزه نبولا، جایزه هوگو، جایزه لوکس و جایزهٔ یادبود جان دبلیو کمپل شد.
انجمن نویسندگان علمی–تخیلی آمریکا در سال ۱۹۹۳ او را دوازدهمین برندهٔ جایزه یادبود دیمون نایت اعلام کرد.

## آثار

### مجموعهٔ هیچی (Heechee)
1. دروازه (۱۹۷۷) - برندهٔ جوایز بهترین کتاب سال هوگو، نبولا، لوکس و جان دبلیپ کمپل.
2. فراسوی افق رویداد آبی (۱۹۸۰)
3. آمدگاه هیچی (۱۹۸۴)
4. سالنامه هیچی (۱۹۸۷)
5. سفر دروازه: داستان‌ها و تصاویر هیچی (۱۹۹۰)
6. پسری که تا ابد زندگی می‌کرد: رمانی از دروازه (۲۰۰۴)